# Pierre-Charles Lochet

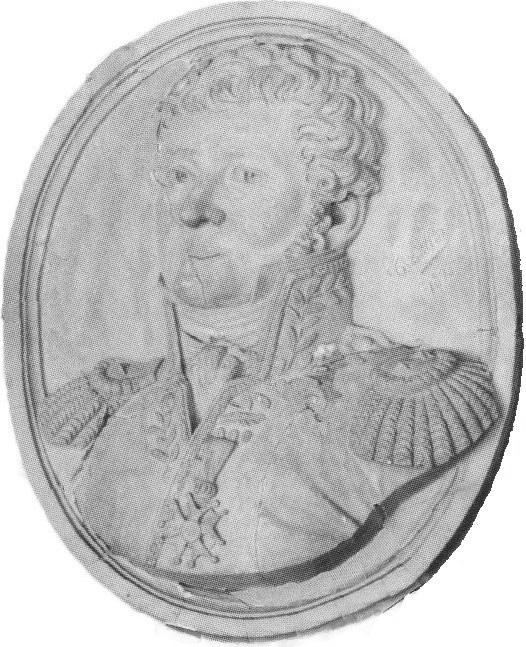
Pierre-Charles Lochet

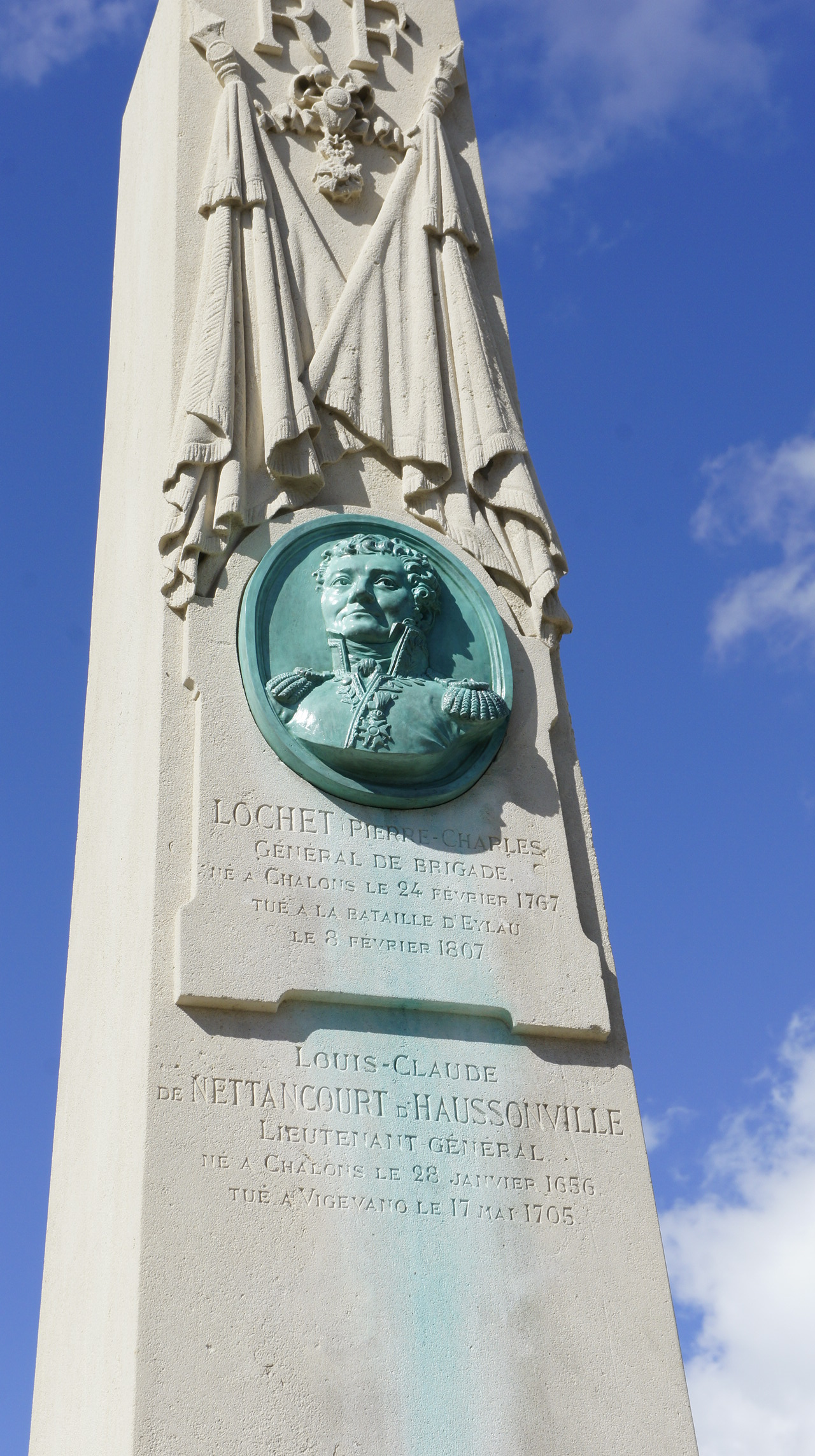
Obelisk von Pierre-Charles Lochet

Pierre-Charles Lochet (* 24. Februar 1767 in Châlons-sur-Marne; † 8. Februar 1807 bei Preußisch Eylau) war ein französischer Général de brigade der Infanterie.

## Leben
Mit siebzehn Jahren trat Lochet 1784 als Kadett in die königliche Armee ein. Mit Ausbruch der Revolution verließ er die Armee. Er schloss erst sich den Revolutionären, später dann Napoleon Bonaparte an und trat in die Grande Armée ein.
Unter dem Kaiser machte Lochet sehr schnell Karriere und war 1803 bereits Général de brigade. Er kämpfte u. a. bei Austerlitz (2. Dezember 1805) und Jena (14. Oktober 1806).
In der Schlacht bei Preußisch Eylau (7./9. Februar 1807) ist er gefallen und wurde dort neben dem am selben Tag getöteten General Louis-François Binot begraben.

## Ehrungen
- Seine Heimatstadt ehrte ihn mit einem Denkmal in Form eines Obelisken auf dem Cimtière de l'Est
- Sein Name findet sich am nördlichen Pfeiler (10. Spalte) des Triumphbogens am Place Charles-de-Gaulle (Paris).